# Shahrestān di Taybad
Lo shahrestān di Taybad (farsi شهرستان تایباد) è uno dei 28 shahrestān del Razavi Khorasan, il capoluogo è Taybad, altre città sono: Bakhroz, Kariz e Mashad Rizeh. Lo shahrestān è suddivisa in 3 circoscrizioni (bakhsh): 
- Centrale (بخش مرکزی)
- Miyan Velayat (بخش میان ولایت), capoluogo Mashad Rizeh.